# محمد الطيب بنويس
محمد الطيب بنويس (27 نوفمبر 1948 – 9 أغسطس 2007) كان طيارًا جزائريًا ورجل أعمال شغل منصب المدير العام لشركة الخطوط الجوية الجزائرية، الناقل الوطني للجزائر، في الفترة من عام 2001 حتى 2007.
محمد الطيب بنويس، من مواليد الجزائر العاصمة، كان في البداية طيار الطائرة الرئاسية الجزائرية، وعُيّن في عام 1999 مديرًا مؤقتًا لشركة الخطوط الجوية الجزائرية، وبعد عامين أصبح المدير التنفيذي الأعلى للشركة. خلال فترة ولايته، شهدت الشركة واحدة من أبرز فترات النمو والتجديد في تاريخها، حيث أشرف بشكل خاص على افتتاح عدة خطوط جوية دولية جديدة، كان من بينها خط الجزائر–مونتريال الذي أشرف عليه شخصيًا، مما رفع مكانة الخطوط الجوية الجزائرية بين شركات الطيران العالمية.
وكان من أولويات بنويس تحديث أسطول الشركة، حيث أطلقت الشركة خلال قيادته حملة لتمويل شراء أربعة عشر طائرة بين عامي 2003 و2005، شملت ست طائرات من طراز إيه تي آر، وخمس طائرات إيرباص، وثلاث طائرات بوينغ. وعبر شبكتيها المحلية والدولية، كانت الشركة تنقل سنويًا أكثر من ثلاثة ملايين راكب و20,000 طن من البضائع، وتخدم 25 دولة، محققة في عام 2005 مبيعات بلغت 48.7 مليار دينار جزائري، بزيادة 5% عن عام 2004، مع زيادة في الإيرادات الصافية بلغت 8 مليارات دينار.
توفي محمد الطيب بنويس في مستشفى بباريس عن عمر ناهز 58 عامًا، بعد صراع طويل مع المرض.